# Maysville (Carolina del Nord)
Maysville è un comune degli Stati Uniti d'America, situato in Carolina del Nord, nella contea di Jones.